# Iwanow-Kamm
Der Iwanow-Kamm (russisch Ивановский хребет) ist ein Gebirgszug im kasachischen Gebiet Ostkasachstan im südwestlichen Teil des Altaigebirges.
Der Iwanow-Kamm gehört zum so genannten Erz-Altai. Er besitzt eine Längsausdehnung in West-Ost-Richtung von 100 km. Der Gebirgszug erreicht eine maximale Höhe von 2776 m. Die Ulba-Quellflüsse Tichaja und Grammatucha fließen entlang der West- bzw. Südostflanke des Iwanow-Kamms. Die Bergbaustadt Ridder befindet sich am westlichen Fuß der Bergkette. 
Am Gebirgsaufbau sind Kalksteine, Sandsteine sowie Schiefer aus dem unteren Paläozoikum und tuffogene Gesteine aus dem mittleren Paläozoikum beteiligt. Es sind hier verschiedene polymetallische Erzvorkommen vorhanden. Die Berghänge sind von Wäldern bedeckt (im Westen Birken und Espen, im Osten Nadelhölzer, hauptsächlich Sibirische Tanne).